# مرقد عبد الله وعبيد الله
مرقد عبد الله وعبيد الله (بالفارسية: امامزاده عبدالله و عبیدالله) هو مرقد شيعي تاريخي يعود إلى الدولة السلجوقية والدولة الإلخانية، ويقع في دماوند.